# 坂本種芳
坂本 種芳（さかもと たねよし、1898年〈明治31年〉12月26日 - 1988年〈昭和63年〉）は、日本の技師、アマチュア奇術師、奇術研究家。筆名は天城 勝彦（あまぎ かつひこ）。技師としては、九州の筑後川昇開橋を始めとする、多くの可動橋を設計した。奇術師としては、日本初のアマチュア奇術師団体である「東京アマチュア・マジシャンズ・クラブ（Tokyo Amateur Magicians Club、以下TAMCと略）」で中心的な人物として活躍した。また、アメリカの奇術雑誌「スフィンクス」から奇術の優秀作品へ贈られる「スフィンクス賞」を、日本人として初めて受賞した。

## 経歴
岩手県上閉伊郡綾織村（後の遠野市）出身。十代前半の頃に、「印度の蝦蟇の妖術」という記事を読み、奇術に興味を抱いた。
米沢高等工業学校（後の山形大学）で、機械工学を専攻した。卒業後に石川島造船所（後の石川島播磨重工、IHI）での機械の設計を経て、鉄道省に入省後、工作局技師として、駅、港湾、工場などの荷役機械の設計、製作に従事した。その一方で、当時は娯楽として映画の全盛期であり、映画の合間に同じ小屋で奇術が行われており、好んで見ていた。
結婚後にもうけた長男が早世し、悲嘆に暮れていたところへ、それを気遣った友人の勧めで、1932年（昭和7年）から奇術を始めて、昭和初期の奇術家である阿部徳蔵（1889年〈明治22年〉 - 1944年〈昭和19年〉）に師事した。1934年（昭和9年）に、旧国鉄に設けられていた奇術グループからの誘いで、緒方知三郎らの医師グループと共にTAMCを結成した。坂本はこのクラブで5代目と7代目の会長を務め、後に名誉会長に就任した。本職の技師としては、筑後川昇開橋（当時の名は「筑後川橋梁」）や、青函連絡船桟橋可動橋など、多くの可動橋を設計した。
戦中に、戦争が激化したことで鉄道省を退き、飛行機製作の専門メーカーを起こした。その傍ら、一時は遠野へ帰郷し、戦争で疲弊した人々の慰問で、劇場回りやドサ周りを多く行った。戦後は再び上京し、実業に専念し、神奈川大学工学部の講師も務めた。
1988年（昭和63年）、89歳で死去した。墓碑は奇術の師の阿部徳蔵と同じく、東京都文京区の吉祥寺にある。

## 技師として
青函連絡船桟橋可動橋など、多くの可動橋を設計した。坂本にとっては、技術と奇術は表裏一体であり、坂本の設計した多くの可動橋には、奇術のアイディアが活かされた。

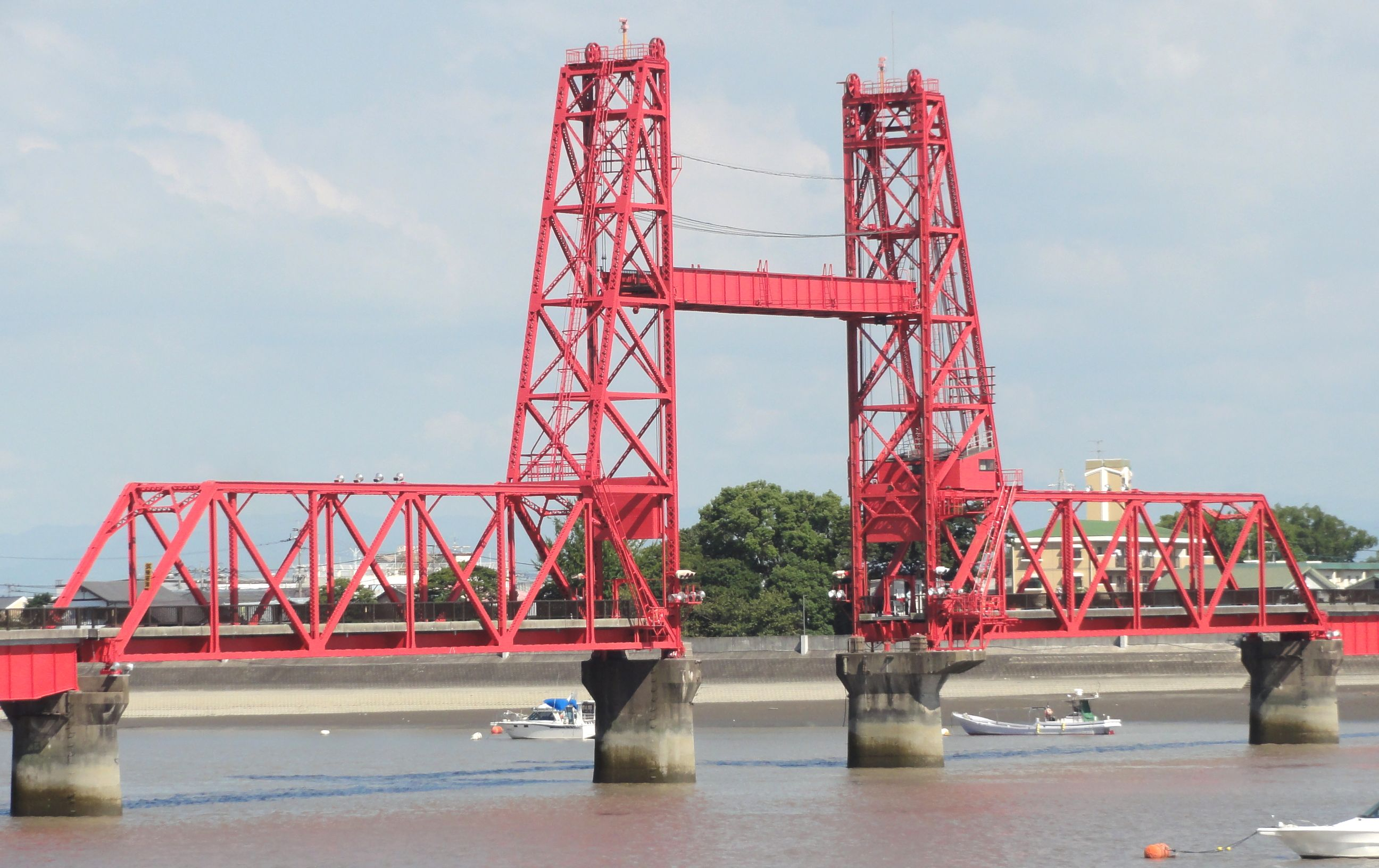
筑後川昇開橋

現存する昇開式可動橋としては日本最古、日本最大の筑後川昇開橋も、坂本が可動部設計を手掛けた。坂本がこの橋で使用した「片側巻上方式」は、従来の可動橋に見られなかった新たな考案であった。完成当時、この橋が可動する光景は、地元民にとってはまさに魔法を見たような驚きであった。1937年にはこの模型がパリ万国博覧会に出品されて、好評を博した。坂本は後年に、「新しいトリックで人を驚かすことが好きで、そんな心理が昇開橋設計にはたらいた」と振り返っており、三男の坂本圭史（アマチュア奇術師、1982年の著作『たのしいマジック』などの共著者）も「昇開橋の可動装置が、イリュージョン『人体浮揚術』の仕掛けと力学的に共通し、父は趣味の手品から得られた知恵を仕事にも生かしていた」と語っている。
坂本にとって、昇開橋は自らの技術の集大成ともいえ、坂本は昇開橋を自らの代表作として「息子」「四男坊」とも公言していた。1987年（昭和62年）に旧国鉄が民営化され、佐賀線が廃止された後は、佐賀線の鉄道橋梁として建設された筑後川昇開橋が閉鎖されたことで、「筑後川昇開橋が取り壊される」と危惧し、昇開橋の架かる福岡県大川市を訪れた。「歴史的な遺産としてぜひ残してほしい」と願っていたが、昇開橋の保存決定は1992年（平成4年）であり、坂本が生前にその決定を知ることはなかった。
没後の1996年（平成8年）に、昇開橋が遊歩道として再生された後は、同年4月29日の開通記念式典で、坂本圭史ら遺族も出席した。2011年（平成23年）の昇開橋の改装時の記念式典では、昇開橋がデザインされたトランプが記念品として出席者たちに配布され、坂本のことが「可動装置の原理を考案した鉄道省技手。世界的な賞『スフィンクス賞』を受賞するなどアマチュア手品師としても有名です。坂本氏の功績がきらめく筑後川昇開橋がデザインされたトランプでマジックはいかが』 と記載された。

## 奇術師として
奇術師として舞台に立つ際は、特に新作奇術の考案や創作を好んだ。技師としての経験から、機械仕掛けのトリックを得意とした。1937年（昭和12年）に東京の日本劇場で「魔術の秋」を開催し、紙幣印刷機の応用で、機械に入れたものが何でも大きくなる「物品引き伸ばし術」を披露した。折しも戦時下による物資不足の時代もあり、大変な好評を博した。1952年（昭和27年）、無類の奇術好きである帝国劇場社長の秦豊吉により、帝劇で「天一と天勝」と題した舞台が開催された際には、30種類以上の仕掛けをすべて坂田が手掛けた。
奇術の傍らで、超常現象や心霊現象の科学的な解明にもあたっていた。1946年（昭和21年）の著書『魔術』においては、「真正の心霊現象は実存しないものとは申しません。またあり得ないこととでありますまい」と譲歩する一方で、「少なくとも現代の心霊術者の大部分が、或ひは無鑑札の奇術師の一人づつではないか」とし、奇術師はただ1度の失敗が致命的になることから、「（心霊術者が）九度の失敗も一度の成功で補はれるといふ重宝な事実を、よく心得て」「心霊現象的奇術は当てなければ奇術になりませんが、奇術的心霊現象は当たらなくとも差し支へ」ないと主張した。
雑誌「新青年」誌上でも「天城勝彦」の名義で、「魔術学」と題した連載記事を掲載し、心霊現象の解明についての解説を展開した。筆名の「天城勝彦」は、奇術師の初代松旭斎天勝の名の「天勝」をもじったもので、国家公務員であったため実名が使えず、筆名として名乗った名である。「魔術学」においては、ハンガリーの「脱出王」とされる奇術師のハリー・フーディーニ、アメリカの霊媒師とされるフォックス姉妹、日本の明治時代の透視能力実験で知られる御船千鶴子や長尾郁子らも研究対象に取り上げていた。評論家の中島河太郎は奇術による心霊現象の解明という手法について、「奇術師でありながら、一辺倒的態度を執らぬ厳正さには好感がもてる」と評価している。
奇術関係の書作物も多い。特に1943年（昭和18年）に刊行した本格的な著作『奇術の世界』は、戦時下の物資不足により刊行数が少なかったものの、戦後の1955年（昭和30年）に再版され、その後の日本の奇術界に多大な影響を与えた。これに先駆けてTAMCの会報では、アメリカの奇術師であるハワード・サーストンが提唱した、奇術師の心構えを示す「サーストンの三原則」（あらかじめ奇術の経過を話さない、同じ奇術を2度繰り返さない、種明かしをしない）を日本語に翻訳して、1937年12月号で紹介し、この心得が日本の奇術師の間に広まるきっかけを作った。1956年（昭和31年）に創刊された奇術専門雑誌「奇術研究」の発刊にも尽力し、日本の初期の奇術界の発展のために貢献した。
日本国外での評価も高い。1935年に、インドのロープの奇術（ヒンズーロープ）を舞台化した創作奇術「香炉と紐」により、世界アマチュア奇術選手権で優勝した。1937年には、アメリカの著名な奇術雑誌である「スフィンクス」の8月号で、同誌の主筆であるジョン・マルホランドの知己である阿部徳蔵や石田天海らと共に、坂本の作品が掲載された。翌1938年には「香炉と紐」により、雑誌「スフィンクス」の主催によるスフィンクス賞を受賞した。日本人での同賞の受賞は、坂本が初めてである。この受賞について、奇術師の初代引田天功は「あれくらいになりますとまさに一つの芸術ですよ」、石田天海は「奇術に国境も人種的差別もなく、良いものは良いと率直に認めるアメリカ本来の精神が発揮された」と評した。

## 著作

### 技師関連
- 『物揚運搬機械』鉄道時報局、1931年。 NCID BA45415283。
- 坂本種芳「ダム建設用セメントのバラ積輸送始まる」『荷役と機械』第2巻第10号、通運荷役研究所、1951年10月、9-11頁、NAID 40018384500。（論文）
- 『最新荷役機械の知識』理工図書、1956年。 NCID BN10233157。
- 『近代的建物の機械設備 エレベーター・エスカレーター・煖房・換氣・冷房・給水其他』鐵道圖書局、1934年4月。 NCID BN14589339。（共著）
- 『荷役及び運搬機』有象堂出版部、1939年4月。 NCID BN15642867。（共著）
- 『天井クレーンの計画と設計』理工図書、1982年1月。ISBN 978-4-8446-0222-4。（共著）

### 奇術関連
- 「魔術学」『新青年』第16巻7号 - 第16巻11号、博文館、1935年6月 - 9月、NCID BA71031675。（雑誌連載、天城勝彦名義）
- 『奇術の世界』力書房、1943年11月。 NCID BN0661728X。
- 『魔術』力書房、1946年10月。 NCID BA42024723。（天城勝彦名義）
- 『定本奇術全書』力書房、1947年9月。 NCID BA42557623。
- 『たのしいマジック』社会思想社〈現代教養文庫〉、1982年2月。ISBN 978-4-390-11057-0。（三男の坂本圭史との共著）
- 『超能力現象のカラクリ』東京堂出版、1990年4月。ISBN 978-4-490-20162-8。（同上）